# Куди ти йдеш, Аїдо?
«Куди ти йдеш, Аїдо?» (англ. Quo Vadis, Aida?) — боснійський воєнний драматичний фільм 2020 року, режисера Ясміли Жбаніч, яка написала сценарій і була продюсером. У створенні кінострічки взяли участь дванадцять продюсерських компаній, фільм показали на головній конкурсній секції 77-го Міжнародного кінофестивалю у Венеції. Він був номінований як найкращий міжнародний художній фільм на 93-му нагородженні «Оскаром».

## Сюжет
Після приходу до влади армії боснійських сербів, Аїда, яка працювала перекладачкою при нідерландському контингенті військ ООН, як і тисяча інших сімей, шукала захисту в таборі ООН. Використовуючи одержану інформацію, жінка з ризиком для життя намагається врятувати свою сім'ю з табору, де разом з тисячами інших громадян Боснії утримують її чоловіка та двох синів.

## Ролі виконують
- Ясна Джуричич — Аїда Сельманагич
- Ізудин Байрович[bs] — Нихад Селманагич, чоловік Аїди
- Борис Лер — Хамдія
- Дино Байрович — Ейо
- Борис Ісакович — Ратко Младич
- Йоган Гельденберг[en] — Том Карреманс
- Емір Хаджихафізбегович[bs] — Йока
- Луна Мийович — Лойла

## Навколо фільму
- Фільм добре сприйняли на венеційській його прем'єрі в рамках офіційного конкурсу 77-го Венеційського кінофестивалю, а також його показ відбувся в Торонто, перш ніж його визнали найкращим іноземним фільмом на кінофестивалі в Анталії в Туреччині. Та найбільший успіх фільм мав на показі в Сребрениці, де були ті самі люди, які були там 11 липня 1995 року як біженці, які шукали допомоги в ООН.[1]

## Нагороди
- 2020 Нагорода Єрусалимського міжнародного кінофестивалю:
  - за найкращий іноземний фільм — Ясміла Жбаніч
- 2020 Нагорода Антальського міжнародного кінофестивалю (Анталія, Туреччина):
  - за найкращий художній фільм — Ясміла Жбаніч
- 2020 Нагорода Кінофестивалю в Ель-Гуні[en] (El Gouna Film Festival, Єгипет):
  - «Золота зірка» за художній фільм — Ясміла Жбаніч
  - найкращій акторці — Ясна Джуричич
- 2021 : Нагорода Гетеборзького кінофестивалю:
  - приз «Дракон» за найкращий фільм — Ясміла Жбаніч
- 2021 Нагорода Роттердамського міжнародного кінофестивалю:
  - приз глядацьких симпатій лотереї BankGiro — Ясміла Жбаніч
- 2021 Нагорода Софійського міжнародного кінофестивалю (Sofia International Film Festival, Болгарія):
  - за найкращий балканський фільм — Ясміла Жбаніч